# Євгенія Умінська

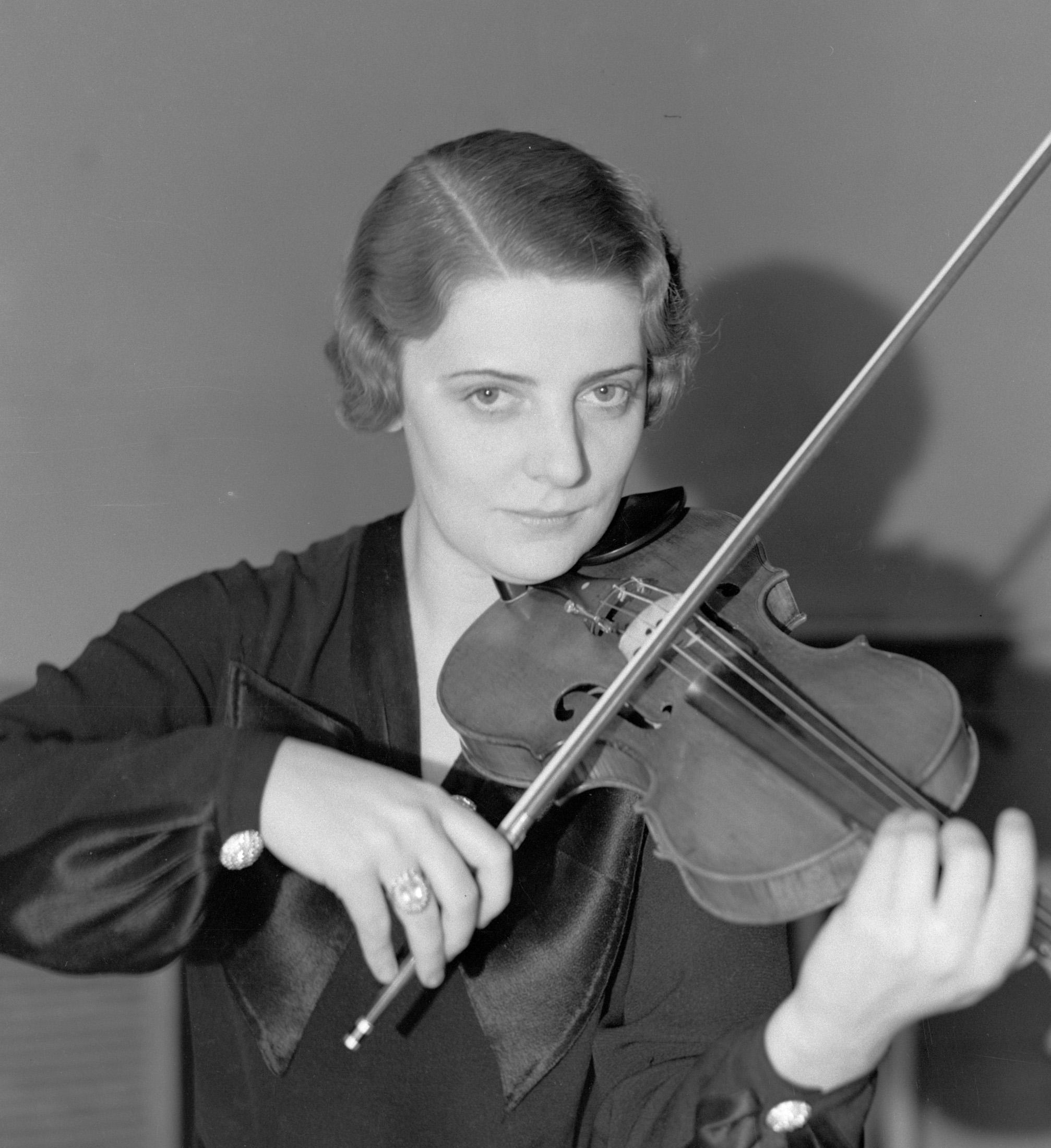
Євгенія Умінська у 1934 році

Євгенія Умінська (4 жовтня 1910, Варшава — 20 листопада 1980, Краків) — польська скрипалька.

## Біографія
Студентка Варшавської консерваторії. З 1915 по 1918 рік вона була членом Варшавського музичного товариства, де була студенткою Мечислава Михаловича. З 1919 по 1927 рік навчалася у Варшавській консерваторії у Йожефа Ярембського. Навчання вона закінчила у Отакара Шевчика (1927—1928) та Джордже Енеску (1932—1934). У 1932—1934 роках вона була концертмейстером оркестру Польського радіо у Варшаві, а після цього у 1937 році стала другим концертмейстером Варшавської філармонії. Водночас вона була першою скрипкою у струнному квартеті варшавського музичного товариства та членом польського струнного квартету. Граючи в дуеті з Каролем Шимановським, вона вплинула на деякі композиції. У 1940-х роках вона виступала солісткою з оркестрами багатьох країн. Під час німецької окупації регулярна концертна діяльність була неможливою, і натомість вона створила фортеп'янне тріо з Казімежем Вілкомірським (віолончеліст) та піаністкою Марією Вілкомірською, яке регулярно з'являлося в кафе-будинку в Захента-Гебьоде. До початку Другої світової війни вона взяла участь у близько ста концертах. В окупованій Польщі вона відмовилася від пропозиції грати при нацистах, сховалася і приєдналася до польського опору (Армія Крайова) як медик. Вона брала участь у Варшавському повстанні, була захоплена німцями, але встигла врятуватися під час транзиту. Після війни вона стала професором Академії музики в Кракові та ректором Академії з 1964 по 1966 роки. Вона брала активну участь у різноманітних музичних організаціях, а також була суддею у багатьох музичних конкурсах у Польщі та за кордоном.